# Mazziere (banda)

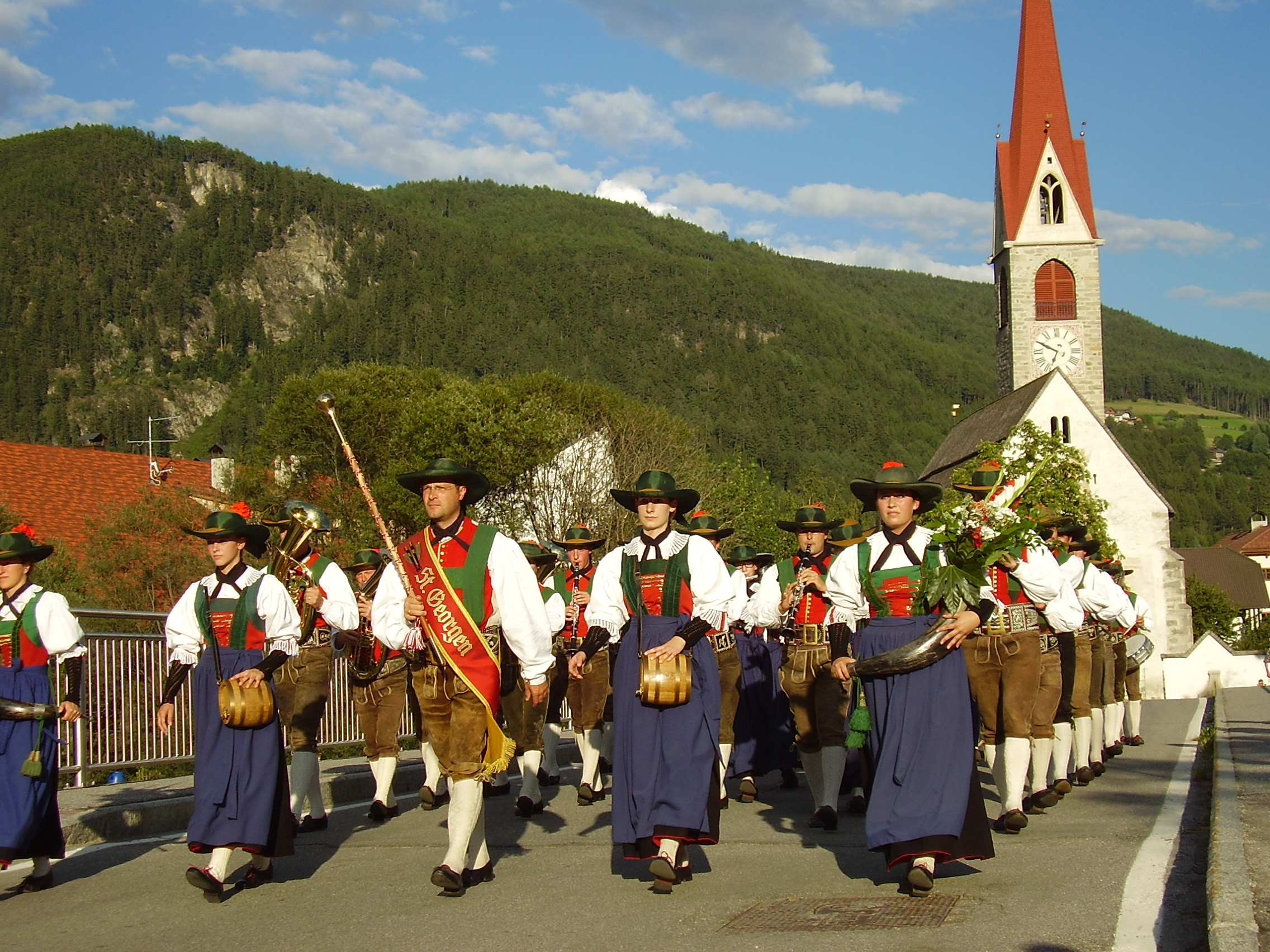
Una Musikkapelle sudtirolese: in prima fila il mazziere, affiancato dalle Marketenderinnen ("vivandiere").

Il mazziere è colui che guida e dirige una banda musicale quando essa sfila in marcia.

## Descrizione
La figura del mazziere (denominata Stabführer, lett. "chi guida con la mazza") è frequente soprattutto nelle Musikkapelle di Austria, Trentino-Alto Adige e Baviera. Il mazziere si distingue dal resto dei componenti del corpo musicale per via di una sciarpa a tracolla e della mazza che tiene in mano.
Spesso il mazziere è affiancato dalle vallette (Marketenderin nelle regioni di lingua tedesca) e/o dal direttore della banda, cioè colui che dirige normalmente nei concerti, al di fuori delle parate. Il mazziere si pone in prima fila nelle sfilate, ma nelle manifestazioni più solenni è a sua volta preceduto, a una certa distanza, dal portatore di stendardo che reca le insegne della banda.
A differenza del direttore, il mazziere dirige senza essere fermo e rivolto verso la banda, bensì voltando le spalle ai suoi componenti, e marciando nella loro stessa direzione. In casi particolari, quando nel corso di una parata è previsto che la banda si arresti a suonare in un punto, può accadere che la direzione venga ripresa dal direttore (Kapellmeister). Un'altra differenza è lo strumento usato per dirigere, che non è la tradizionale bacchetta sottile del direttore, bensì una mazza decorata lunga circa 1,20 m, da cui deriva il suo nome.
I comandi alla banda vengono dati mediante una serie di segnali codificati a seconda dei diversi movimenti della mazza (denominati anche in regioni di lingua tedesca col termine italiano di "avvisi"). Così, per esempio, quando la parte a punta della mazza è puntata verso l'alto, ciò significa che il prossimo "avviso" riguarda il movimento (p. es.: oscillazione, alt!, rompete le righe); se invece la mazza ha la parte arrotondata verso l'alto, ciò vuol dire che l'"avviso" riguarda la musica (attacco di un pezzo, fine). Il mazziere dà anche comandi a voce come, ad esempio, "Avanti marsh!" o "Attenti a dest'!"
Benché in linea di principio il ruolo di mazziere sia aperto anche alle donne, è un dato di fatto che i mazzieri sono quasi sempre uomini.
Nelle bande militari da parata il compito di dirigere con una mazza (in origine solo i tamburi) è svolto dal tamburo maggiore.